# جيمي روب
جيمي روب (بالإنجليزية: Jimmy Robb)‏ هو لاعب كرة قدم بريطاني في مركز نصف الجناح، ولد في 30 مارس 1935 في Camlachie ‏ في المملكة المتحدة. لعب مع نادي كوينز بارك.